# Don't Go Near the Water
«Don't Go Near the Water» es una canción escrita por Mike Love y Al Jardine para la banda de rock estadounidense The Beach Boys, es la canción apertura de su álbum Surf's Up de 1971.

## Composición
The Beach Boys contrató a Jack Rieley como su mánager en 1970. Para hacer que la banda fuera más relevante, Rieley sugirió que escribieran canciones que tuvieran más contenido político. "Don't Go Near the Water" es el primer ejemplo de esto. La canción da un giro irónico y ecológico a las canciones tradicionales de los Beach Boys: en lugar de disfrutar del surf y otras actividades divertidas, esta vez se aconseja al oyente que evite el agua por razones ambientales.

## Grabación
La canción fue grabada en la misma sesión que "Long Promised Road" y "4th of July", ambas también grabadas para el álbum Surf's Up. Las voces principales son de los compositores de la canción, Mike Love y Al Jardine. Según el libro Catch a Wave de Peter Ames Carlin, Brian Wilson contribuyó con la parte disonante del piano.

## Publicaciones
La canción fue elegida para ser el lado B del sencillo "Surf's Up", lanzado el 8 de noviembre de 1971 no entró en listas. Presentado como un lado A en Nueva Zelanda, alcanzó el puesto 21. La canción también se editó como sencillo en varios países europeos, como Gran Bretaña y Alemania. Más tarde editó el 2 de noviembre de 1981 como el lado B de "Come Go with Me" que alcanzó el puesto 18 en Estados Unidos, pero no entró en las listas del Reino Unido.

## Créditos
The Beach Boys
- Al Jardine – voz principal, armonías y coros; guitarra; sintetizador Moog
- Bruce Johnston – armonías y coros
- Mike Love – voz principal, armonías y coros
- Brian Wilson – armonías y coros; piano; armónica
- Carl Wilson – armonías y coros; bajo eléctrico; pandereta
- Dennis Wilson – armonías y coros

Músicos adicionales y personal de producción
- Daryl Dragon – guitarra; sintetizador Moog
- Mike Kowalski  – batería